# TT275
La tombe thébaine TT 275 est située à Gournet Mourraï, dans la nécropole thébaine, sur la rive ouest du Nil, face à Louxor en Égypte.
C'est la tombe d'un nommé Sebekmoséu, prêtre-ouâb-chef, père divin dans les temples du roi Amenhotep III et de Sokar. La tombe date de la période ramesside.